# Автомобільний міст через Клевень (Заруцьке)
Автомобільний міст через ріку Клевень — зруйнований залізобетонний міст через річку Клевень в селі Заруцьке Шосткинського (колишнього Глухівського району) Сумської області, на автотрасі КПП «Миколаївка» — Семенівка — Новгород-Сіверський — Глухів — КПП «Катеринівка». Вона з'єднує контрольно-пропускні пункти у селах Миколаївка Чернігівської та Катеринівка Сумської областей і пролягає через Семенівку до Новгород-Сіверського та Глухова.

## Історія
Міст був побудований в 1972 році і з того часу не ремонтувався жодного разу, тому давно перебував в аварійному стані і становив небезпеку. У вересні 2020 року спеціалісти ТОВ «Сумимостобуд» розпочали реконструкцію. Вона тривала у два етапи. Спочатку міст розділили на дві смуги, по одній із яких продовжував рухатися транспорт. Після завершення першого ремонтного етапу будівельники приступили до іншої частини переходу, тобто, без перекриття руху. Під час ремонтних робіт було проведено демонтаж секцій та опор старого мосту, створено опори та насадки нового мосту.
Було проведено монтаж балок прогонових будов, створено монолітну плиту, нанесено гідроізоляцію, а також створено водовідвідні лотки та сепаратори, проведено монтаж прикрайкових лотків.

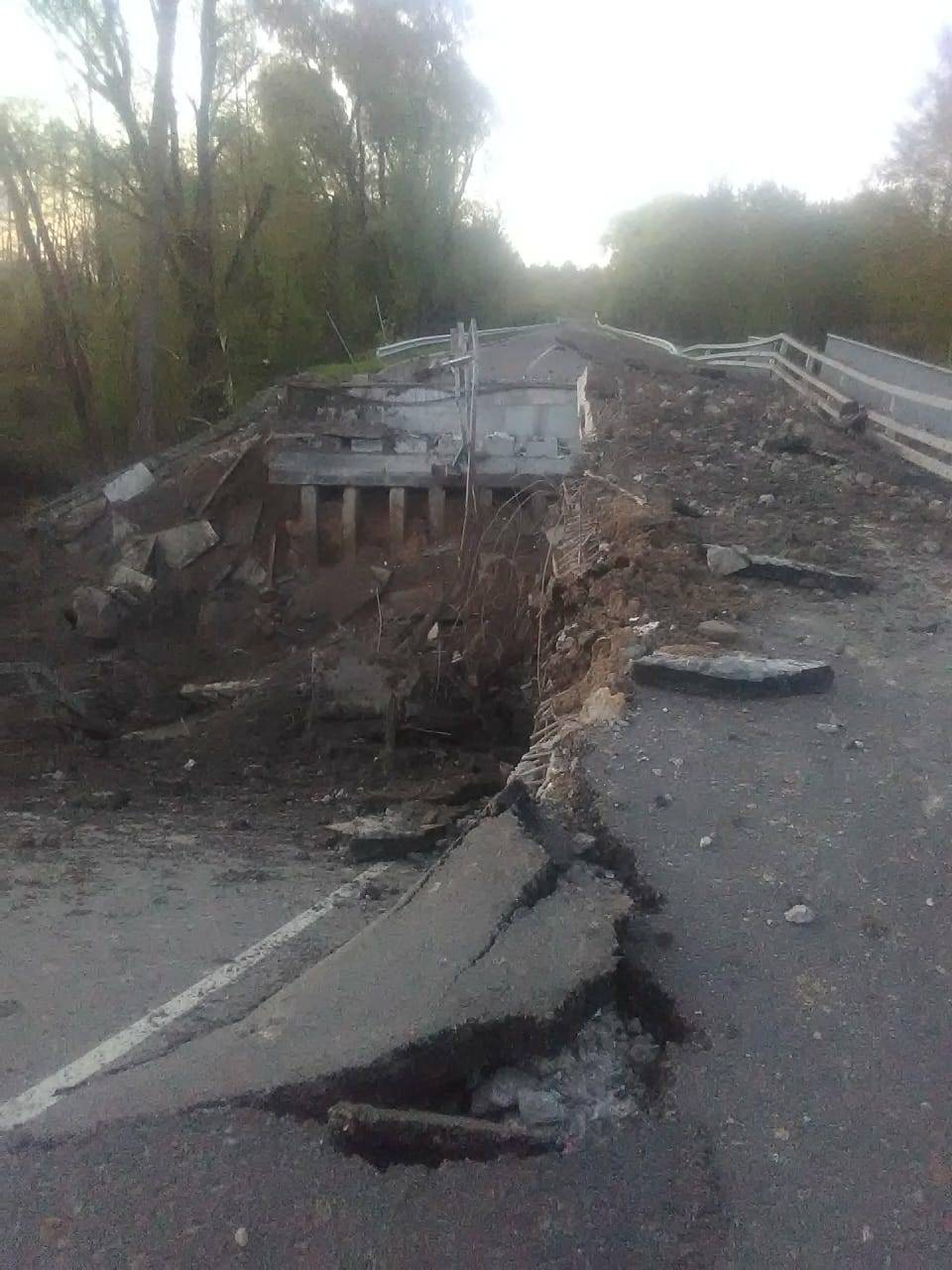
Зруйнований автомобільний міст через Клевень на ранок 15 травня 2022 року

Також встановлено металеву перильну та бар'єрну огорожу, виконано захист залізобетонних конструкцій, створено асфальтобетонне покриття на проїжджій частині, нанесено дорожню розмітку та встановлено дорожні знаки.
Рух автотранспорту було відкрито по відновленій штучній споруді через річку Клевень у жовтні 2021 року.
Близько 2-ї ночі 15 травня 2022 року ракетним ударом з літака РФ міст було зруйновано.